# Tiefenumkehr

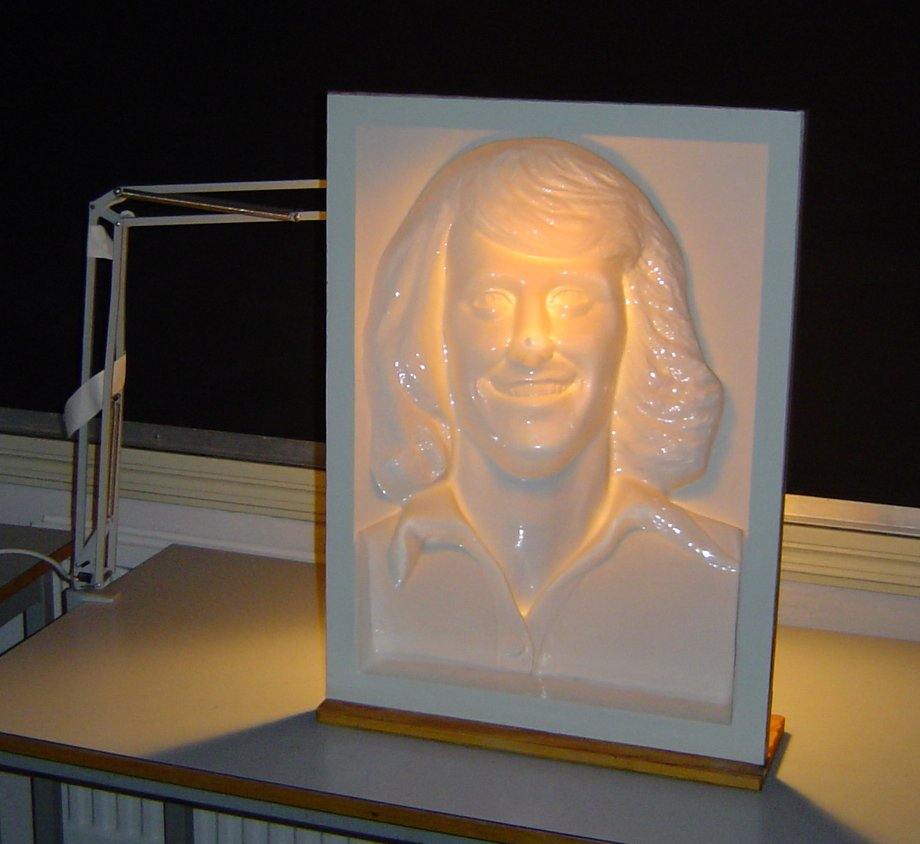
Diese Gesichtsmaske des ehemaligen Tennisspielers Björn Borg erscheint konvex (hervorstehend) ist aber eigentlich konkav (nach innen gerichtet).

GIF

Als Tiefenumkehr (engl. Hollow-Face-Illusion) wird eine optische Täuschung bezeichnet, die uns dreidimensional hervorstehende Gesichter wahrnehmen lässt, obwohl in der Realität eine nach innen gewölbte Struktur vorherrscht. Eine konkave Gesichtsmaske erscheint also bei richtiger Beleuchtung als konvexe Struktur (siehe Bild rechts). Der umgekehrte Effekt (eine konvexe Struktur erscheint konkav) lässt sich ebenfalls beobachten. Ein anderer Effekt der Tiefenumkehr tritt bei eigentlich planen Abbildungen auf, in die der Beobachter sowohl eine konvexe als auch eine konkave Struktur hineininterpretieren und bei einiger Übung die Interpretation „umspringen“ lassen kann.

## Erklärung
Das Bild der Gesichtsmaske, das auf der Retina abgebildet wird, kann zweideutig (entweder als Vorder- oder als Hintergrund) interpretiert werden. Das menschliche Gehirn wählt automatisch die wahrscheinlichere Interpretation aus. Da wir im Alltag gewöhnt sind, Gesichter anzutreffen, wird auch der Maskenhintergrund als Gesicht interpretiert. Dieses Beispiel zeigt, dass unsere Wahrnehmung oft auf Erfahrung beruht.